# Triplexina nigra
Triplexina nigra är en nattsländeart som beskrevs av Mosely in Mosely och Douglas E. Kimmins 1953. Triplexina nigra ingår i släktet Triplexina och familjen långhornssländor. Inga underarter finns listade i Catalogue of Life.